# Dédalo

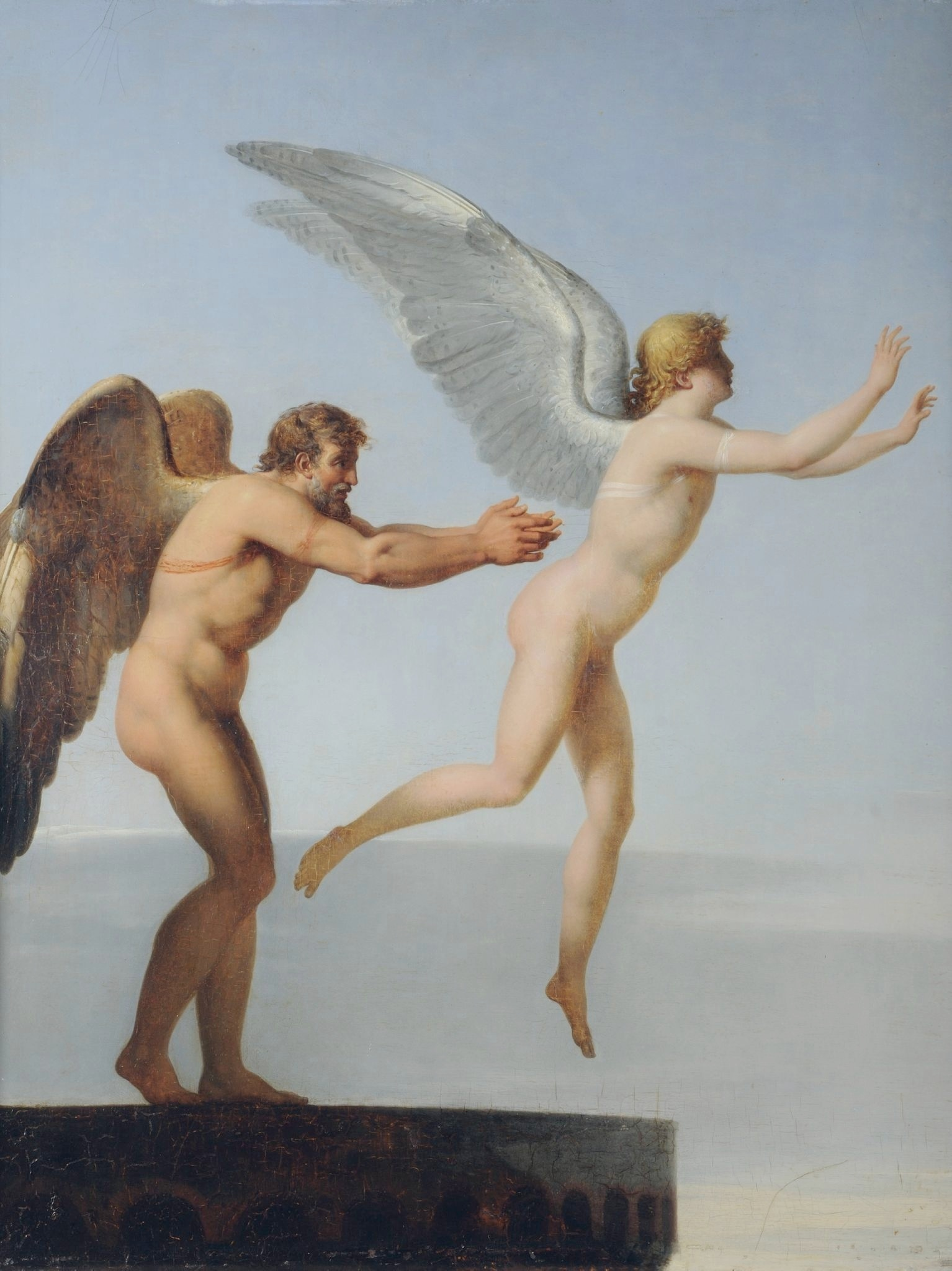
Dédalo e Ícaro.

En la mitología griega, Dédalo (en griego Δαίδαλος Daídalos), perteneciente a la casa real ateniense, era un arquitecto y artesano muy hábil, famoso por haber construido el laberinto de Creta. Su destreza sin parangón era admirada por todos los autores griegos, especialmente en el arte de esculpir estatuas. Dédalo apareció en varias tragedias y comedias, como Dédalo, Minos, Cócalo y Los Camicos de Sófocles; los Cretenses de Eurípides; o el Dédalo y Cócalo de Aristófanes.

## Familia
La ascendencia de Dédalo es una adición posterior, ya que no posee una tradición establecida. Dédalo fue anexionado a la estirpe de los Erecteidas de Atenas. Unos dicen que era hijo de Alcipe y de Eupálamo, hijo de Metión. Otros dicen que era hijo de Metión, hijo de Eupálamo, hijo de Erecteo. Otros más lo hacen hijo de Palemón. A la madre de Dédalo se la conoce como Alcipe, hija de Agraulo, hija de Cécrope,o bien esta era Ifínoe, o Frasmede, o Mérope, hija de Erecteo.
A Dédalo se le atribuyen dos hijos: Ícaro, habido con la esclava Náucrate, y otros añaden además a Yápige o Yápix, hijo de una mujer cretense, y epónimo de los yápiges. Dédalo también tuvo un sobrino, hijo de su hermana Pérdice, que llegó a superarle en destreza, y cuyo nombre oscila entre Pérdix, Talo, Calo o Atalo.

## Dédalo y Pérdix
Dédalo estaba tan orgulloso de sus logros que no podía soportar la idea de tener un rival. Su hermana había dejado a su hijo Pérdix a su cargo para que aprendiese las artes mecánicas. El muchacho era un alumno capaz y dio sorprendentes muestras de ingenio. Caminando por la playa encontró una espina de pescado. Imitándola, tomó un pedazo de hierro y lo cortó en el borde, inventando así la sierra. Unió dos trozos de hierro por un extremo con un remache y afiló los extremos opuestos, haciendo así un compás. Dédalo tenía tanta envidia de los logros de su sobrino que cuando un día estaban juntos en lo alto del templo de Atenea en la Acrópolis de Atenas, aprovechó la oportunidad y lo empujó. Pero la diosa, que favorece al ingenio, le vio caer y cambió su destino transformándole en un pájaro bautizado con su nombre, la perdiz. Este pájaro no hace su nido en los árboles ni vuela alto, sino que anida en los setos y evita los lugares elevados, consciente de su caída. Por este crimen Dédalo fue juzgado y desterrado.

## El laberinto
Tras el incidente con Pérdix, Dédalo fue expulsado de Atenas. Se dirigió entonces a Creta, el reino de Minos donde se puso al servicio del monarca. Uno de sus cometidos fue la creación de Talos, un gigante animado de bronce que defendía la isla de las invasiones.
Según Homero, Dédalo también construyó una amplia pista de baile para Ariadna, hija del rey.
Poseidón se había irritado con Minos por no cumplir la promesa de sacrificarle el mejor de sus toros y en consecuencia provocó que Pasífae la esposa del soberano se apasionara por el animal. La reina pidió a Dédalo que la ayudase a satisfacer sus deseos y el artesano construyó una vaca hueca de madera donde se ubicó Pasífae en posición supina. El toro cubrió a la reina, quien nueve meses después dio a luz al Minotauro, un varón mitad humano, mitad toro, a quien se llamó Asterión.
Por orden de Minos, Dédalo construyó el laberinto para encerrar al monstruo.
El laberinto era un edificio con incontables pasillos y calles sinuosas abriéndose unos a otras, que parecía no tener principio ni final. Minos encerró a Dédalo con su hijo Ícaro — quien tenía por madre a Náucrate, una esclava de Minos— en el mismo edificio. El motivo del encierro fue la colaboración de Dédalo en la fuga de Teseo del laberinto.

## Dédalo e Ícaro
Dédalo deseaba escapar de su prisión, pero no podía abandonar la isla por mar, ya que el rey mantenía una estrecha vigilancia sobre todos los navíos del mar Egeo y no permitía que ninguno navegase sin ser cuidadosamente registrado. Dado que Minos controlaba la tierra y el mar, Dédalo decidió huir por aire. Así, él y más gente se pusieron manos a la obra para fabricar alas para él y su hijo Ícaro. Recolectó plumas de diferentes tamaños, ató las más grandes con hilo y las más pequeñas con cera, y le dio al conjunto la suave curvatura de las alas de un pájaro.
Cuando al fin terminó el trabajo, Dédalo batió sus alas y se halló subiendo y suspendido en el aire. Equipó entonces a su hijo de la misma manera y le enseñó cómo volar. Cuando ambos estuvieron preparados; Dédalo advirtió a Ícaro que no volase demasiado alto para que el calor del sol no derritiese la cera, ni demasiado bajo para evitar que la espuma del mar mojara las alas impidiéndole volar. Después de este consejo, ambos batieron sus alas y huyeron volando del laberinto. 
En su vuelo pasaron sobre Delos y Paros. Luego, cuando sobrevolaban el mar teniendo a un lado la isla de Samos y al otro las de Lebintos y Kálimnos, Ícaro comenzó a ascender cada vez más hasta que el ardiente sol ablandó la cera que mantenía unidas las plumas y estas se despegaron. Ícaro agitó sus brazos, pero no quedaban suficientes plumas para sostenerlo en el aire y cayó al mar. Su padre lloró y, lamentando amargamente sus artes, llamó Icaria a la isla cercana en memoria de su hijo. Se cuenta que, mientras Dédalo enterraba a su hijo, escuchó el canto alegre de la perdiz en la que Atenea había transformado a su sobrino.

## Sicilia
Finalmente, Dédalo llegó sano y salvo a Sicilia y se puso bajo la protección del rey Cócalo, de Cámico, donde construyó un templo dedicado a Apolo en el cual colgó sus alas como ofrenda.
Mientras tanto, Minos buscaba a Dédalo de isla en isla; para dar con el hábil artífice, proponía a sus anfitriones el siguiente desafío: había que enhebrar un hilo a través de las circunvoluciones de una caracola espiral. Al arribar a Cámico, Minos invitó a Cócalo a resolver el acertijo. Este, como el rey de Creta esperaba, solicitó la ayuda de Dédalo, quien ató el hilo a una hormiga la cual recorrió todo el interior de la concha, previamente untada con miel,  enhebrándola completamente. Minos supo entonces que sólo Dédalo era capaz de idear esa solución y exigió que le fuese entregado. Cócalo prometió hacerlo pero antes convenció a su huésped para que tomara un baño caliente. Por consejo del rey, o del propio Dédalo, las hijas del soberano siciliano quemaron a Minos con agua hirviendo. Los cretenses de la flota, sin su rey, decidieron no retornar a Creta y se establecieron en Yapigia.

## Artesano prodigioso
Dédalo dio su nombre epónimamente a cualquier artesano griego y a muchos artilugios griegos que representaban hábiles técnicas. Ya los antiguos poetas imaginaban sorprendidos sus maravillosas creaciones e incluso alegaban que si a las estatuas de Dédalo no se las retenía estas se moverían libremente y podrían fugarse como hacen los esclavos. Calístrato incluso dice que Dédalo tenía una técnica tan prodigiosa a la hora de elaborar estatuas que incluso estas podía danzar, pero lo único que era incapaz para con sus estatuas era dotarlas con el habla.
En Platea (Beocia) había un festival, las Dédalas menores, en la que se derribaba un roble del que se tallaba una imagen que se vestía con ropas nupciales y que se llevaba en una carreta tirada por bueyes con una mujer que hacía de novia hasta el río Asopo. La figura se llamaba dédala y el arcaico ritual se explicaba con un mito: Hera, enfadada, había abandonado a Zeus y este, para lograr que volviese, anunció que iba a casarse y vistió un muñeco para imitar una novia. Hera se unió a la procesión de la boda, rasgó el velo de la falsa novia y, al descubrir el ardid, se reconcilió con su marido. Las imágenes se guardaban tras cada fiesta, y cada sesenta años un gran número de ellas se llevaban en procesión a lo alto del monte Citerón, donde se construía un altar de madera y se quemaban junto con animales y el propio altar.
En alusión a esta figura mitológica en 1970 se le llamó «Daedalus» a un cráter lunar situado en el centro de la cara oculta de la Luna.